# Johann Schroffner

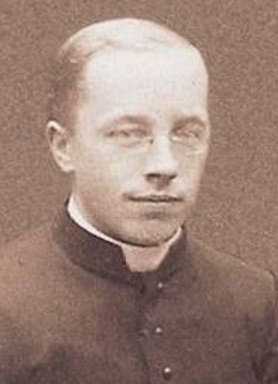
Johann Schroffner als junger Priester

Johann (Baptist) Schroffner (* 10. Mai 1891 in Thalgau (Österreich); † 14. April 1940 im KZ Buchenwald) war ein österreichischer Priester, Anhänger eines katholischen Ständestaates und Widerstandskämpfer gegen den Nationalsozialismus.

## Leben
Johann Schroffner wurde am 10. Mai 1891 als Sohn von Simon Schroffner und Magdalena Grabner geboren. Er absolvierte nach dem Abschluss seiner Matura das Priesterseminar in Salzburg. Im Jahre 1915 wurde er zum Priester geweiht. Anschließend war er als Kooperator in einigen Salzburger und Tiroler Pfarren angestellt. Nach Unstimmigkeiten  mit seinen Vorgesetzten wurde er im Jahre 1936 in den Ort Oberndorf bei Kitzbühel als Pfarrer versetzt. Er war Mitglied der „Vaterländischen Front“ und glühender Anhänger des katholischen Ständestaates unter Dollfuß. Dadurch ließ er sich nach dem Anschluss Österreichs zu despektierlichen Äußerungen über deutsche Politiker hinreißen. Daraufhin wurde er am 2. August 1939 von der Gestapo festgenommen und eine Woche im Polizeigefängnis Innsbruck inhaftiert. Von dort aus wurde er in das KZ Dachau überstellt, wo er zur berüchtigten Strafkompanie kam. Von Dachau aus wurde er später in das KZ Buchenwald eingeliefert. Hier wurde er in den Bunker gebracht, wo er von SS-Hauptscharführer  Martin Sommer persönlich grausam misshandelt wurde. An seinen Verletzungen und einer Benzin-Injektion hat er einen qualvollen Tod erlitten.

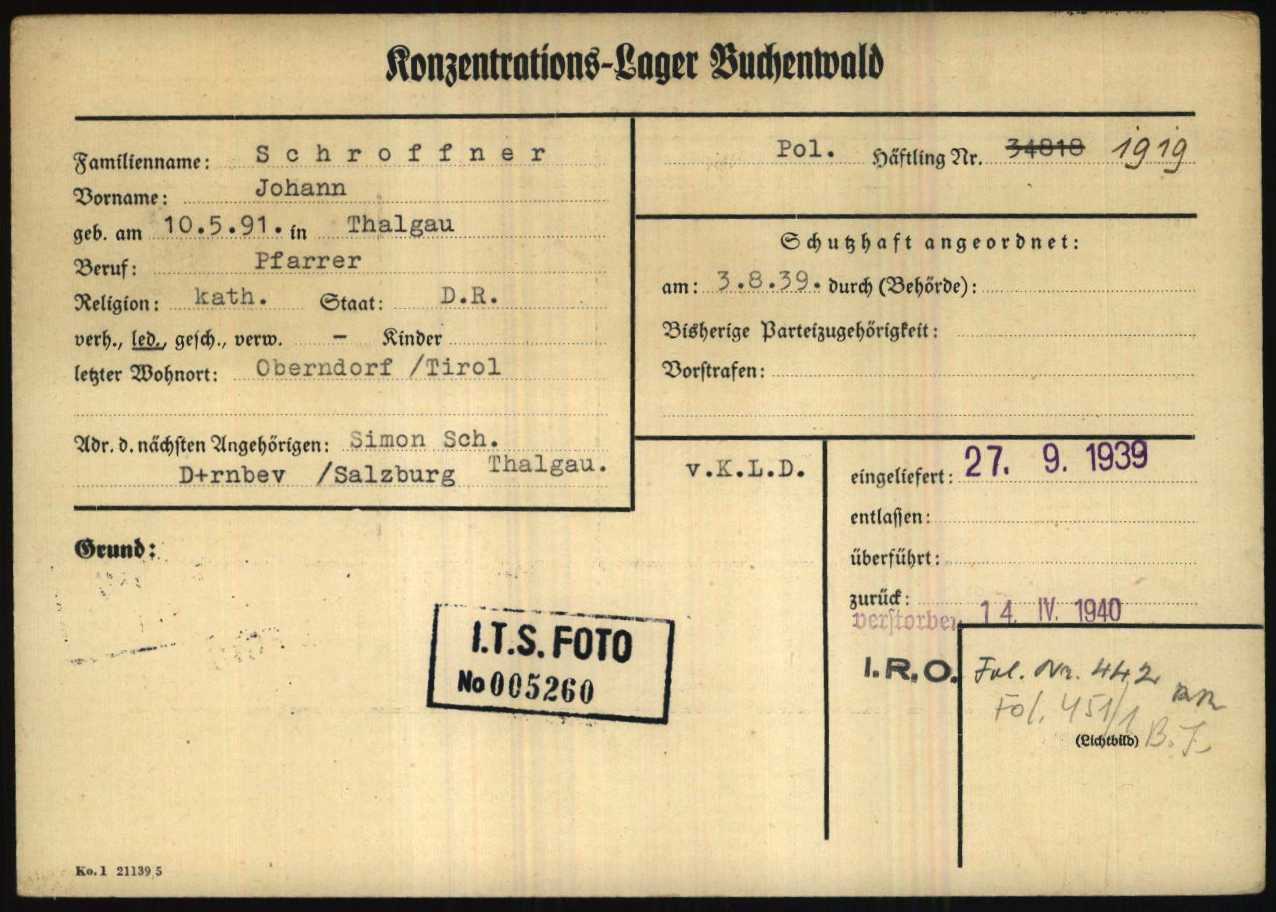
Registrierungskarte von Johann Schroffner als Gefangener im nationalsozialistischen Konzentrationslager Buchenwald
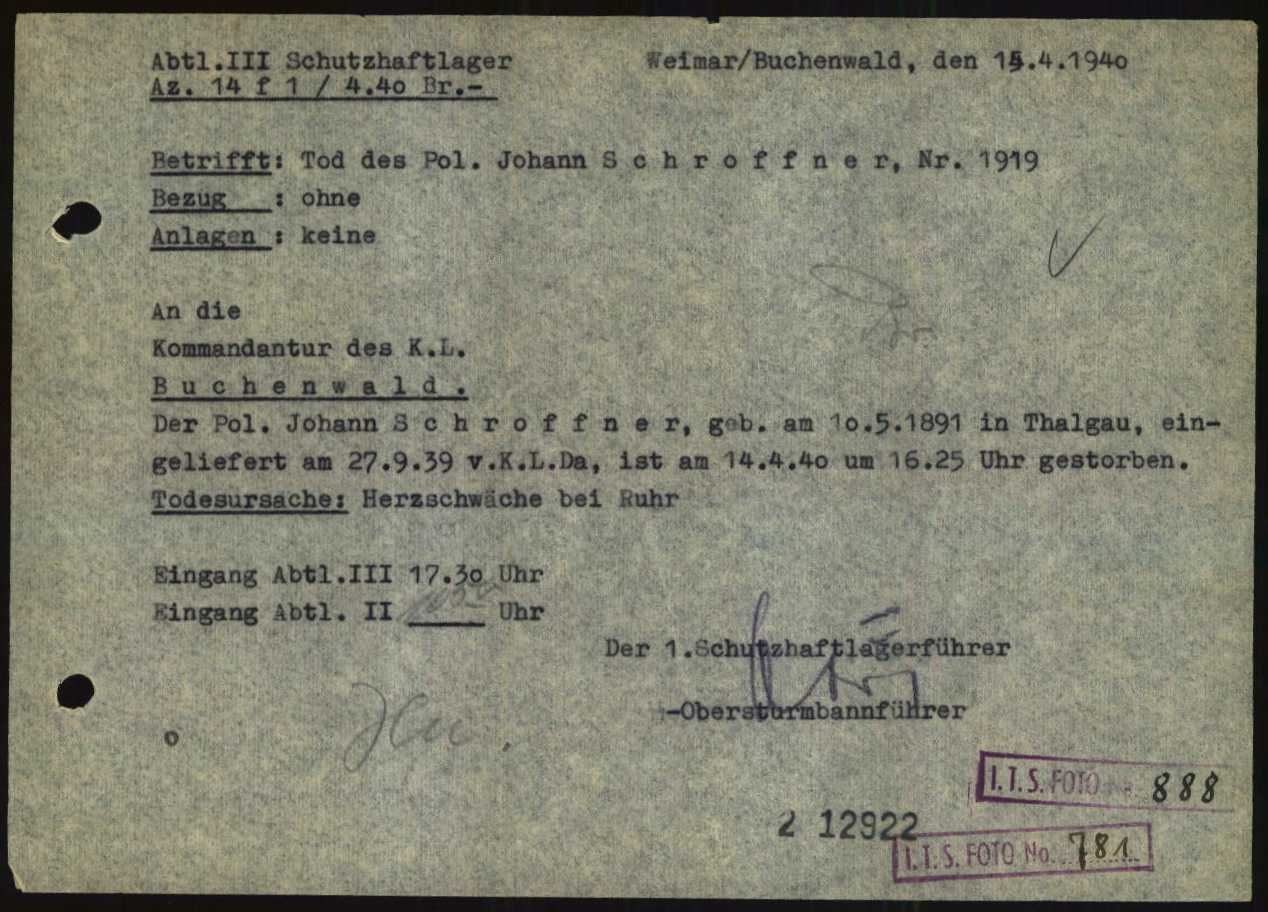
Todesbericht (Buchenwald)

## Erinnerung

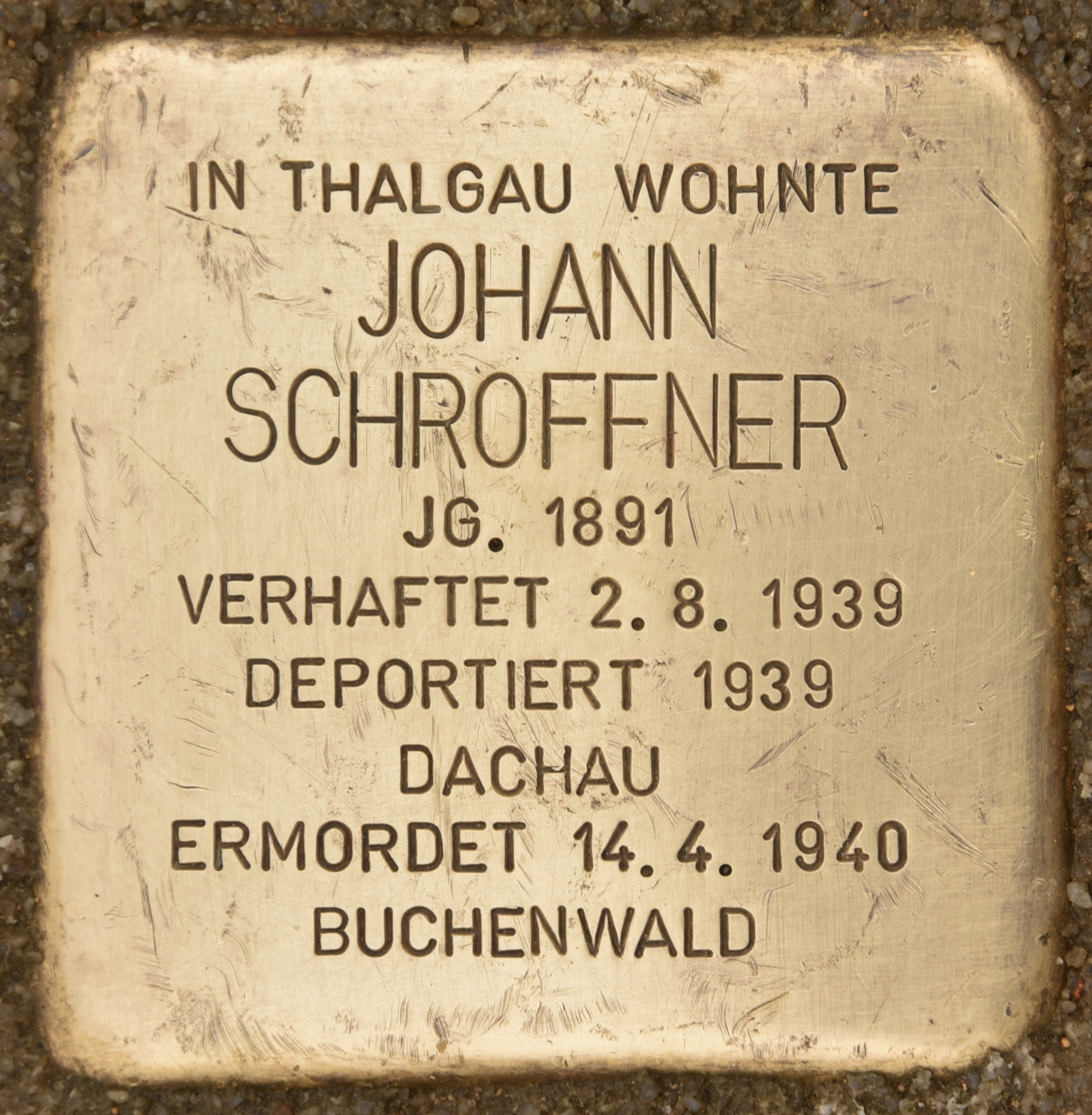
Stolperstein in Thalgau

- Im Jahre 2009 wurde in Salzburg eine Gedenktafel für vier Opfer der NS-Diktatur enthüllt, die auch seinen Namen enthält.

- In seinem Geburtsort Thalgau wurde seine Urne begraben. Auf der dortigen NS-Opfer-Gedenkstätte wird auf einem Gedenkstein an ihn erinnert.

- Im Jahr 2021 wurde ein Stolperstein auf dem Marktplatz für ihn verlegt.